# Novo Millennium (álbum de Babado Novo)
Millennium é a segunda coletânea do grupo de axé music brasileiro Babado Novo. Foi lançado pela Universal Music em 2005. O CD reúne canções dos dois primeiros álbuns da banda: Babado Novo Ao Vivo e Sem Vergonha, ambos lançados em 2003.

## Informações
O álbum, segunda coletânea do grupo Babado Novo, trás faixas presentes nos dois primeiros álbuns do grupo (Babado Novo Ao Vivo e Sem Vergonha), época em que Claudia Leitte comandava os vocais do grupo. Lançado em 2005 pela Universal Music a coletânea mescla alguns dos sucessos como "Amor Perfeito", "Safado, Cachorro, Sem-vergonha" e "Cai Fora", "Canudinho", "Uau", com outras canções que não foram trabalhadas pelo grupo como "Falando Sério", "Fulano in Sala" e "Selva Branca", "Na Moral (Olha Na Moral)", "Perdi a Minha Paz", "Dois Caminhos (Mestre e Aprendiz)", não apresentando nenhuma nova canção.

## Ficha técnica
Todos os dados abaixo foram retirados do encarte do álbum
Masterização
Luigi Hoffer (Digital Mastering Solutions)
Foto
Nana Moraes
Projeto Gráfico
Pós Imagem Design
Coordenação Gráfica
Gê Alves Pinto
Geysa Adnet
Coordenação de Produto
Ricardo Moreira

## Faixas
| N.º | Título                              | Compositor(es)                                                                                                | Álbum de origem | Duração |  |
| 1.  | "Amor Perfeito"                     | Michael Sullivan, Paulo Massadas, Lincoln Olivetti, Robson Jorge                                              | Babado Novo     | 4:27    |  |
| 2.  | "Safado, Cachorro, Sem-vergonha"    | Durval Luz, Nino Balla, Cristiane Teles, Alan Moraes, Júnior Seixas, Luizinho, Alex Napolitano, Luciano Pinto | Sem Vergonha    | 2:54    |  |
| 3.  | "Cai Fora"                          | Sérgio Rocha, Zeca Brasileiro, Adson Tapajós                                                                  | Babado Novo     | 2:45    |  |
| 4.  | "Falando Sério"                     | Maurício Duboc, Carlos Colla                                                                                  | Sem Vergonha    | 3:51    |  |
| 5.  | "Eu Fico"                           | Claudia Leitte, Luciano Pinto, Sérgio Rocha                                                                   | Babado Novo     | 3:07    |  |
| 6.  | "Canudinho"                         | Sérgio Rocha, Zeca Brasileiro, Adson Tapajós, Cal Adan                                                        | Babado Novo     | 2:23    |  |
| 7.  | "Fulano in Sala"                    | Sérgio Rocha, Adson Tapajós, Zeca Brasileiro                                                                  | Sem Vergonha    | 3:25    |  |
| 8.  | "Babado Novo"                       | Alexandre Peixe, Cal Adan, Beto Garrido                                                                       | Babado Novo     | 2:56    |  |
| 9.  | "Uau" (Uau do Babado)               | Luciano Pinto, Alex Napolitano, Nino Balla, Alan Moraes                                                       | Sem Vergonha    | 3:06    |  |
| 10. | "Perdi a Minha Paz"                 | Luciano Pinto                                                                                                 | Babado Novo     | 2:48    |  |
| 11. | "Na Moral" (Olha na Moral)          | Durval Luz, Cristiane Teles, Nino Balla, Luciano Pinto                                                        | Sem Vergonha    | 3:15    |  |
| 12. | "Dyer Maker"                        | John Bonham, Robert Plant, John Paul Jones                                                                    | Babado Novo     | 3:35    |  |
| 13. | "Cabelo Louro"                      | Sérgio Rocha, Adson Tapajós, Zeca Brasileiro                                                                  | Sem Vergonha    | 2:22    |  |
| 14. | "Amor à Prova"                      | Sérgio Rocha, Zeca Brasileiro, Adson Tapajós                                                                  | Babado Novo     | 2:38    |  |
| 15. | "Lirirrixa"                         | Sérgio Rocha, Claudia Leitte, Luciano Pinto                                                                   | Sem Vergonha    | 2:31    |  |
| 16. | "Selva Branca"                      | Carlinhos Brown, Vevé Calazans                                                                                | Babado Novo     | 3:28    |  |
| 17. | "Game People Play"                  | South | Sem Vergonha    | 3:37    |  |
| 18. | "Chaveca"                           | Sérgio Rocha, Luciano Pinto                                                                                   | Babado Novo     | 2:25    |  |
| 19. | "Dois Caminhos" (Mestre e Aprendiz) | Claudia Leitte, Sérgio Rocha                                                                                  | Sem Vergonha    | 3:31    |  |
| 20. | "Meu Segredo"                       | Sérgio Rocha, Claudia Leitte                                                                                  | Babado Novo     | 3:33    |  |